# Beachvolley under sommer-OL 2016
Beachvolley under sommer-OL 2016 i Rio de Janeiro fandt sted i perioden 6. august til 18. august 2016 på Copacabana. Der deltog 48 hold (24 for herrer og 24 for damer) i konkurrencerne.

## Tidsplan
| G | Group kampe | ⅛ | Ottendedelsfinaler | ¼ | kvartfinaler | ½ | Semifinaler | B | kampen om Bronze | F | Finale |

| Konkurrence/Dato    | Lør 6 | Søn 7 | Man 8 | Tir 9 | Ons 10 | Tor 11 | Fre 12 | Lør 13 | Søn 14 | Man 15 | Tir 16 | Ons 17 | Ons 17 | Tor 18 | Tor 18 |
| ------------------- | ----- | ----- | ----- | ----- | ------ | ------ | ------ | ------ | ------ | ------ | ------ | ------ | ------ | ------ | ------ |
| Herrernes turnering | G     | G     | G     | G     | G      | G      | ⅛      | ⅛      |        | ¼      | ½      |        |        | B      | F      |
| Damernes turnering  | G     | G     | G     | G     | G      | G      | ⅛      | ⅛      | ¼      |        | ½      | B      | F      |        |        |

## Medaljefordeling
| Medaljetagere | Medaljetagere | Medaljetagere | Medaljetagere |
| ------------- | ------------- | ------------- | ------------- |
| Disciplin     | Guld          | Sølv          | Bronze        |
| Damer         | Tyskland      | Brasilien     | USA           |
| Herrer        | Brasilien     | Italien       | Holland       |

| Placering | Land      | Guld | Sølv | Bronze | Total |
| --------- | --------- | ---- | ---- | ------ | ----- |
| 1         | Brasilien | 1    | 1    | -      | 2     |
| 2         | Tyskland  | 1    | -    | -      | 1     |
| 3         | Italien   | -    | 1    | -      | 1     |
| 4         | Holland   | -    | -    | 1      | 1     |
| 5         | USA       | -    | -    | 1      | 1     |
| Total     | Total     | 2    | 2    | 2      | 6     |